# Álvaro Medrán
Álvaro Medrán Just (sinh ngày 15 tháng 3 năm 1994) là một cầu thủ bóng đá người Tây Ban Nha đang thi đấu cho Valencia CF ở vị trí tiền vệ.

## Sự nghiệp câu lạc bộ
Sinh ra ở Dos Torres, Córdoba, Medrán chơi bóng đá trẻ cho các đội ở địa phương trước khi gia nhập lò đào tạo trẻ của Real Madrid năm 2011, ở tuổi 17.
Sau khi được gọi lên đội C trong mùa hè 2013, Medrán chơi trận đấu chuyên nghiệp đầu tiên của mình vào ngày 23 tháng 2 năm 2014, khi vào sân ở hiệp 2 trong chiến thắng 2-0 trước Real Zaragoza của đội B ở Segunda División. Anh ghi bàn thắng chuyên nghiệp đầu tiên của mình vào ngày 31 tháng 5, một cú đúp trong chiến thắng 2-1 trên sân nhà trước CE Sabadell FC.
Medrán xuất hiện lần đầu tiên ở đội một – và La Liga – vào ngày 18 tháng 10, thay thế Luka Modrić ở phút thứ 79 trong trận thắng 5-0 trên sân khách trước Levante UD. Ngày 9 tháng 12, trong trận ra mắt UEFA Champions League, anh ghi bàn thắng đầu tiên của mình cho Real ở phút thứ 88, 5 phút sau khi thay thế Gareth Bale trong chiến thắng 4-0 trước Ludogorets Razgrad.
Vào ngày 2 tháng 7 năm 2015, Medrán được cho mượn tới Getafe CF cũng ở La Liga, trong một thỏa thuận mùa giải lâu dài.

## Thống kê sự nghiệp
Tính đến ngày 26 tháng 1 năm 2015
| Câu lạc bộ           | Mùa giải            | Giải vô địch quốc gia | Giải vô địch quốc gia | Cup           | Cup          | Châu lục      | Châu lục     | Tổng cộng     | Tổng cộng    |
| Câu lạc bộ           | Mùa giải            | Số lần ra sân         | Số bàn thắng          | Số lần ra sân | Số bàn thắng | Số lần ra sân | Số bàn thắng | Số lần ra sân | Số bàn thắng |
| -------------------- | ------------------- | --------------------- | --------------------- | ------------- | ------------ | ------------- | ------------ | ------------- | ------------ |
| Real Madrid C        | 2012–13             | 4                     | 1                     | —             | —            | —             | —            | 4             | 1            |
| Real Madrid C        | 2013–14             | 29                    | 10                    | —             | —            | —             | —            | 29            | 10           |
| Real Madrid C        | Tổng cộng           | 33                    | 11                    | —             | —            | —             | —            | 33            | 11           |
| Real Madrid B        | 2013–14             | 9                     | 2                     | —             | —            | —             | —            | 9             | 2            |
| Real Madrid B        | 2014–15             | 25                    | 6                     | —             | —            | —             | —            | 25            | 6            |
| Real Madrid B        | Tổng cộng           | 34                    | 8                     | —             | —            | —             | —            | 34            | 8            |
| Real Madrid          | 2014–15             | 2                     | 0                     | 2             | 0            | 1             | 1            | 5             | 1            |
| Getafe CF (cho mượn) | 2015–16             | 7                     | 0                     | 0             | 0            | 0             | 0            | 7             | 0            |
| Tổng cộng sự nghiệp  | Tổng cộng sự nghiệp | 76                    | 18                    | 2             | 0            | 1             | 1            | 79            | 19           |

## Danh hiệu
Real Madrid
- FIFA Club World Cup: 2014